# Hwanggumpyong
Hwanggumpyong (âm Hán Việt: Hoàng Kim Bình) là một hòn đảo trên sông Áp Lục, tại khu vực biên giới giữa Cộng hòa Dân chủ Nhân dân Triều Tiên và Cộng hòa Nhân dân Trung Hoa. Hòn đảo nay thuộc về Triều Tiên chiếu theo hiệp định biên giới Trung Hoa-Triều Tiên năm 1962. Việc phân định căn vào cư dân trên đảo vào thời điểm đó; vì Hwanggumpyong có người Triều Tiên sinh sống trên đảo nên thuộc Bắc Triều Tiên. Vị trí đảo tiếp giáp bờ bắc sông Áp Lục, tức lãnh thổ của Trung Quốc.
Tháng 6 năm 2011, Triều Tiên ký hiệp định với Trung Quốc để thành lập khu vực thương mại tự do trên các đảo Hwanggumpyong và Wihwa, và tại khu vực biên giới gần Đan Đông.